# اوختا (رود حوضه نوا)
رودخانه اوختا (حوضه نوا) (به انگلیسی: Okhta River (Neva basin)) رودخانه‌ای است که در روسیه جریان دارد.